# Erwin Priebsch
Erwin Priebsch – czechosłowacki narciarz. Uczestnik mistrzostw świata.
Priebsch wziął udział w Mistrzostwach Świata w Narciarstwie Klasycznym 1929 w Zakopanem. W konkursie kombinatorów norweskich uplasował się na 29. miejscu, a w rywalizacji skoczków narciarskich, po skokach na odległość 47,5 i 28 metrów, zajął 41. pozycję.